# Lori cuallarg
El lori cuallarg  (Charmosyna papou) és una espècie d'ocell de la família dels psitàcids que habita boscos del nord-oest de Nova Guinea.
Ha estat considerat coespecífic amb Charmosyna stellae.
És un dels psitàcids més grans. És de color vermell amb les potes i la part superior del cap negres. L'esquena, la cua i les ales són verdes, i té de color blau llampant la nuca i el carpó.
És difícil de criar en captivitat per la dificultat de trobar un aliment que substitueixi la seva dieta natural.